# Moffett Glacier
Moffett Glacier är en glaciär i Antarktis. Den ligger i Västantarktis. Nya Zeeland gör anspråk på området. Moffett Glacier ligger 1 317 meter över havet.
Terrängen runt Moffett Glacier är varierad. Trakten är obefolkad. Det finns inga samhällen i närheten. 